# NGC 4563
NGC 4563 é uma galáxia espiral (S) localizada na direcção da constelação de Coma Berenices. Possui uma declinação de +26° 56' 30" e uma ascensão recta de 12 horas, 36 minutos e 12,6 segundos.
A galáxia NGC 4563 foi descoberta em 13 de Abril de 1864 por Heinrich Louis d'Arrest.